# Реле витоку

Принципова електрична схема реле витоку

Реле́ ви́току (рос. реле утечки, англ. Earth leakage circuit breaker, ELCB; нім. Verlustrelais n, Stromverlustrelais n) — захисний пристрій від витоку струму на землю в електричних мережах з ізольованою нейтраллю. Широко застосовується в електромережах вугільних і гірничорудних шахт. Реле здатне вимикати мережу при виникненні однофазних і двофазних витоків, при зниженні опору ізоляції мережі відносно землі до граничної допустимої величини (критичного опору ізоляції). Значення величини опору, при якій вимикається мережа, повинні бути такими, щоби максимально можливий струм витоку при опорі ізоляції рівному чи більшому від критичного опору ізоляції, не перевищував граничної величини, при якій його дія на людину протягом часу вимкнення мережі, може мати небезпечні наслідки.
Для трифазних мереж змінного струму напругою 127 і 220 В застосовується реле витоку РУ-127/220, призначене для роботи у шахтах, небезпечних за газом або пилом в умовах помірного клімату, і його тропічний варіант РУ-127/220Т. Власний час спрацювання реле витоку в разі виникнення однофазного витоку опором 1 кОм, не перевищує 0,1 с. Для електричних мереж трифазного змінного струму напругою 380 і 660 В, випускається апарат захисту від струмів витоку уніфікований рудниковий АЗУР у трьох варіантах виконання. Власний час спрацювання апаратів за опору однофазного витоку 1 кОм і ємності мережі 0-1 мкФ на фазу, не більше 0,1 с. Виробництво реле витоку організоване на підприємствах України.